# Lac de Pététoz
 (janvier 2023).
Le lac de Pététoz se trouve en Haute-Savoie, sur la commune de Bellevaux, dans le Chablais français. 

## Géographie

### Localisation
Le lac de Pététoz se situe à 1 430 mètres d'altitude au fond du val d'Enfer. Son accès le plus aisé s'effectue depuis le hameau de la Chèvrerie. Le lac est délimité à l'ouest par un seuil empêchant sa vidange. Il est dominé au sud-est par les falaises prolongeant la pointe de Chalune.

### Géologie
Le lac recouvre une ancienne zone karstique creusée dans la Brèche inférieure au front de la nappe de la Brèche tandis que le seuil est formé par la Brèche supérieure. Au-delà le lac domine une zone complexe où s'entremêlent la nappe de la Dranse et la nappe des Préalpes médianes plastiques.

### Hydrologie
Le niveau du lac fluctue dans une fourchette de 1 m et l'eau est transparente jusqu'au fond. Il est alimenté par un petit ruisseau qui émerge des éboulis à l'est et ne présente pas d'émissaire aérien. Les eaux s'infiltrent dans des fractures au pied d'une paroi rocheuse à l'extrémité sud du lac. Elles semblent s'écouler vers le nord-est en suivant le contact entre la Brèche supérieure et les Schistes ardoisiers. Son émergence se situe à 560 m au nord-est du lac et 140 m plus bas (46° 11′ 50″ N, 6° 35′ 30″ E), non loin du torrent alimenté par la source du Brevon. Le débit plus important à l'émergence ainsi que la différence de température indiquent par ailleurs que l'émissaire est complété par des écoulements provenant des dolines situées 350 m au sud-ouest du lac de Pététoz. Enfin il est possible que les eaux du lac s'évacuaient auparavant par le seuil.